# Associação Portuguesa de Brasília
A Associação Portuguesa de Brasília é agremiação esportiva brasileira, sediada em Taguatinga, no Distrito Federal. O clube, fundado em 1962, é o segundo clube mais antigo do Distrito Federal que ainda está em funcionamento, atrás do Grêmio Esportivo Brasiliense. Apesar disso, encontra-se afastado das competições profissionais de futebol desde 1969.

## História
O clube foi fundado pela Colônia Portuguesa de Brasília em Taguatinga, onde se encontra atualmente. Possui 5.000 sócios e dependentes.
Participou do Campeonato Brasiliense de Futebol apenas uma vez, em 1969. O clube possui um departamento de futebol, porém disputa apenas competições amadoras.
Atualmente o clube disputa o Campeonato Brasiliense de Futsal.

## Estatísticas

### Participações
| Competição                | Competição             | Temporadas | Melhor campanha     | Estreia | Última | P | R |
| Distrito Federal (Brasil) | Campeonato Brasiliense | 1          | 19º colocado (1969) | 1969    | 1969   |   | 0 |